# Piotrowice (Polkowice)
Pour les articles homonymes, voir Piotrowice.
Piotrowice est une localité polonaise de la gmina de Przemków, située dans le powiat de Polkowice en voïvodie de Basse-Silésie.